# Тера Рей
Тера Лентс (англ. Tera Lents; 14 квітня 1982 — 13 січня 2016), відома як Тера Рей (англ. Tera Wray) — американська порноакторка. Покінчила життя самогубством у 33 роки.

## Біографія
Її першою роботою була суддя в юнацькій софтбольній лізі. У 17 років у неї діагностували рак, який вона переборола.
Пізніше працювала еротичною акторкою в Pleasure Productions. Влітку 2006 року підписала свій перший контракт, і першою порносценою стала Naughty Auditions з Стоуном. Псевдонім взялі з середнього імені найкращої подруги — Рей. Часто знімалася в альтернативному порно. Так, влітку 2007 року вона знялася у Tattooed & Tight, де займалася сексом з партнером, якому робили татуювання в процесі зйомки.
Під час літнього туру Ozzfest Оззі Осборна, де вона працювала моделлю спонсора туру Hustler Lingerie, познайомилася з фронтменом гурту Static-X Вейном Статіком, і 10 січня 2008 року одружилася з ним в Лас-Вегасі. У серпні 2008 року оголосила про відхід з порноіндустрії.
1 листопада 2014 року овдовіла.
13 січня 2016 року покінчила життя самогубством у віці 33 років. Її тіло було знайдено 14 січня.

## Премії і номінації
- 2008 фіналіст F. A. M. E. Award — Краща нова старлетка[13]
- 2008 номінація на AVN Award — Краща нова старлетка
- 2008 номінація на AVN Award — Найбільш «жорстка» сцена сексу — Tattooed & Tight (з Марком Зейном)[6][7][14]
- 2008 номінація на XBIZ Award — Нова старлетка року[15]
- 2009 номінація на AVN Award — Краща парна лесбійська сцена сексу — The Orifice[16]
- 2009 номінація на AVN Award — Найбільш «жорстка» сцена сексу — Tattooed & Tight 3